# Wellsville (Ohio)
Wellsville é uma vila localizada no estado norte-americano de Ohio, no Condado de Columbiana.

## Demografia
Segundo o censo norte-americano de 2000, a sua população era de 4133 habitantes.
Em 2006, foi estimada uma população de 4002, um decréscimo de 131 (-3.2%).

## Geografia
De acordo com o United States Census Bureau tem uma área de
4,9 km², dos quais 4,6 km² cobertos por terra e 0,3 km² cobertos por água. Wellsville localiza-se a aproximadamente 209 m acima do nível do mar.

## Localidades na vizinhança
O diagrama seguinte representa as localidades num raio de 8 km ao redor de Wellsville.